# Грассо, Алекса
Ка́рен Але́кса Гра́ссо Мо́нтес (исп. Karen Alexa Grasso Montes; род. 9 августа 1993, Гвадалахара) — мексиканский боец смешанных единоборств, в настоящее время выступающая под эгидой Ultimate Fighting Championship в наилегчайшей весовой категории. Ранее выступала в женском бойцовском промоушене Invicta FC.
Бывшая чемпионка UFC в наилегчайшем весе. Занимает 7 строчку официального рейтинга UFC среди лучших женщин-бойцов независимо от весовой категории (англ. pound-for-pound).

## Титулы и достижения
Ultimate Fighting Championship
- Бонус за «Бой вечера» (1 раз): против Карлы Эспарсы;
- Бонус за «Выступление вечера» (1 раз): против Валентины Шевченко.

Invicta Fighting Championship
- Обладатель премии «Лучший бой вечера» (1 раз) в бою против Мизуки Инуэ
- Обладатель премии «Выступление вечера» (1 раз) в бою против Джоди Эскибель

## Статистика в профессиональном ММА
По данным Sherdog:
| Боёв 22  | Побед 16 | Поражений 5 |
| -------- | -------- | ----------- |
| Нокаутом | 4        | 0           |
| Сдачей   | 2        | 1           |
| Решением | 10       | 4           |
| Ничьи    | 1        | 1           |

| Результат  | Рекорд | Соперник             | Способ                                       | Турнир                                             | Дата             | Раунд | Время | Место                               | Примечание                                                              |
| ---------- | ------ | -------------------- | -------------------------------------------- | -------------------------------------------------- | ---------------- | ----- | ----- | ----------------------------------- | ----------------------------------------------------------------------- |
| Поражение  | 16-5-1 | Наталия Силва        | Единогласное решение                         | UFC 315                                            | 10 мая 2025      | 3     | 5:00  | Монреаль, Квебек, Канада            |                                                                         |
| Поражение  | 16-4-1 | Валентина Шевченко   | Единогласное решение                         | UFC 306                                            | 14 сентября 2024 | 5     | 5:00  | Парадайс, Невада, США               | Утратила титул чемпионки UFC в наилегчайшем весе.                       |
| Ничья      | 16-3-1 | Валентина Шевченко   | Ничья (раздельное решение)                   | UFC Fight Night: Грассо vs. Шевченко 2             | 16 сентября 2023 | 5     | 5:00  | Лас-Вегас, Невада, США              | Сохранила титул чемпионки UFC в наилегчайшем весе.                      |
| Победа     | 16-3   | Валентина Шевченко   | Удушающий приём (сзади)                      | UFC 285                                            | 4 марта 2023     | 4     | 4:34  | Лас-Вегас, Невада, США              | Завоевала титул чемпионки UFC в наилегчайшем весе. «Выступление вечера» |
| Победа     | 15-3   | Вивиани Араужу       | Единогласное решение                         | UFC Fight Night: Грассо vs. Араужу                 | 15 октября 2022  | 3     | 5:00  | Лас-Вегас, Невада, США              |                                                                         |
| Победа     | 14-3   | Джоанна Вуд          | Удушающий приём (сзади)                      | UFC on ESPN: Блейдс vs. Докас                      | 26 марта 2022    | 1     | 3:57  | Коламбус, Огайо, США                |                                                                         |
| Победа     | 13-3   | Мэйси Барбер         | Единогласное решение                         | UFC 258                                            | 13 февраля 2021  | 3     | 5:00  | Лас-Вегас, Невада, США              |                                                                         |
| Победа     | 12-3   | Ким Джи Йон          | Единогласное решение                         | UFC Fight Night: Смит vs. Ракич                    | 29 августа 2020  | 3     | 5:00  | Лас-Вегас, Невада, США              | Дебют в наилегчайшем весе                                               |
| Поражение  | 11-3   | Карла Эспарса        | Решение большинства                          | UFC Fight Night: Родригес vs. Стивенс              | 21 сентября 2019 | 3     | 5:00  | Мехико, Мексика                     | «Бой вечера»                                                            |
| Победа     | 11-2   | Каролина Ковалькевич | Единогласное решение                         | UFC 238                                            | 8 июня 2019      | 3     | 5:00  | Чикаго, Иллинойс, США               |                                                                         |
| Поражение  | 10-2   | Татьяна Суарес       | Удушающий приём (сзади)                      | UFC Fight Night: Майя vs. Усман                    | 19 мая 2018      | 1     | 2:44  | Сантьяго, Чили                      |                                                                         |
| Победа     | 10-1   | Рэнда Маркос         | Раздельное решение                           | UFC Fight Night: Петтис vs. Морено                 | 5 августа 2017   | 3     | 5:00  | Мехико, Мексика                     | Бой в промежуточном весе (54 кг). Грассо не сделала вес                 |
| Поражение  | 9-1    | Фелис Херриг         | Единогласное решение                         | UFC Fight Night: Бермудес vs. Корейский Зомби      | 4 февраля 2017   | 3     | 5:00  | Хьюстон, Техас, США                 |                                                                         |
| Победа     | 9-0    | Хизер Джо Кларк      | Единогласное решение                         | TUF Latin America 3 Finale: дус Анжус vs. Фергюсон | 5 ноября 2016    | 3     | 5:00  | Мехико, Мексика                     | Дебют в UFC                                                             |
| Победа     | 8-0    | Джоди Эскибель       | Единогласное решение                         | Invicta FC 18                                      | 29 июля 2016     | 3     | 5:00  | Канзас-Сити, Миссури, США           |                                                                         |
| Победа     | 7-0    | Мизуки Инуэ          | Единогласное решение                         | Invicta FC 11                                      | 27 февраля 2015  | 3     | 5:00  | Лос-Анджелес, Калифорния, США       |                                                                         |
| Победа     | 6-0    | Алида Грэй           | Технический нокаут (удары)                   | Invicta FC 10                                      | 5 декабря 2014   | 1     | 1:47  | Хьюстон, Техас, США                 |                                                                         |
| Победа     | 5-0    | Эшли Камминc         | Единогласное решение                         | Invicta FC 8                                       | 6 сентября 2014  | 3     | 5:00  | Канзас-Сити, Миссури, США           |                                                                         |
| Победа     | 4-0    | Алехандра Альварес   | Единогласное решение                         | Xtreme Kombat 20                                   | 31 августа 2014  | 3     | 5:00  | Куаутитлан-Искальи, Мехико, Мексика |                                                                         |
| Победа     | 3-0    | Карина Родригес      | Технический нокаут (удары руками и коленями) | Xtreme Kombat 20                                   | 31 августа 2014  | 1     | 0:36  | Куаутитлан-Искальи, Мехико, Мексика |                                                                         |
| Победа     | 2-0    | Лупита Эрнандес      | Технический нокаут (удары)                   | Fight Hard Championship 3                          | 11 мая 2013      | 1     | 0:12  | Гвадалахара, Халиско, Мексика       |                                                                         |
| Победа     | 1-0    | Сандра дель Ринкон   | Нокаут (удар)                                | GEX: Old Jack’s Fight Night                        | 19 декабря 2012  | 1     | 0:15  | Гвадалахара, Халиско, Мексика       | Дебют в ММА                                                             |
| Источники: |        |                      |                                              |                                                    |                  |       |       |                                     |                                                                         |